# Plan 9 from Outer Space
Plan 9 From Outer Space (prt: A Morte Veio do Espaço, Plano 9, Plano 9 dos Vampiros Zombie ou Plano 9 do Vampiro Zombie; bra: Plano 9 do Espaço Sideral) é um filme trash estadunidense de 1959, dos gêneros ficção científica e terror, escrito e dirigido por Ed Wood.

## Produção
Filmado em poucas semanas de 1956, Plan 9 From Outer Space só chegaria aos cinemas americanos três anos depois. O elenco inclui o lendário Bela Lugosi, que morreu logo depois do início das filmagens. Para que não se perdesse o que Lugosi havia gravado, o diretor Ed Wood o substituiu por outro ator nas filmagens posteriores, que era mais alto, e precisou disfarçá-lo com uma capa cobrindo o rosto. Além de Bela Lugosi, o filme apresenta os caricatos Vampira e Tor Johnson, em papéis de mortos-vivos ressuscitados por raios de pistolas alienígenas. É considerado por muitos como o pior filme do gênero já produzido.

## Enredo
Segundo o enredo, alienígenas trazem os mortos de volta a vida (seguindo o famoso plano 9 que dá título ao filme), com a intenção de fazê-los dominar os vivos, atacando as principais capitais do mundo. Isso evitaria a destruição de todo o Universo por uma bomba chamada solobonite, que, segundo os extraterrestes o homem desenvolveria em um futuro próximo, ameaçando assim todos os planetas.

## Elenco
| Nome                 | Personagem                         |
| -------------------- | ---------------------------------- |
| Gregory Walcott      | Jeff Trent                         |
| Mona McKinnon        | Paula Trent                        |
| Duke Moore           | Tenente John Harper                |
| Tom Keene            | Coronel Tom Edwards                |
| Carl Anthony         | Policial Larry                     |
| Paul Marco           | Policial Kelton                    |
| Tor Johnson          | Inspetor Dan Clay                  |
| Dudley Monlove       | Eros                               |
| Joanna Lee           | Tanna                              |
| Bunny Breckinridge   | Ruler                              |
| Lyle Talbot          | General Roberts                    |
| David De Mering      | Danny                              |
| Norma McCarthy       | Edith                              |
| Bill Ash             | Capitão                            |
| Reverendo Lynn Lemon | Reverendo no funeral               |
| Ben Frommer          | Homem no funeral                   |
| Gloria Dea           | Mulher no funeral                  |
| Conrad Brooks        | Policial Jamie                     |
| Maila Nurmi          | Vampira                            |
| Bela Lugosi          | Vampiro                            |
| Criswell             | Narrador                           |
| Edward D. Wood Jr.   | Homem segurando um jornal          |
| Tom Mason            | Vampiro com uma capa sobre o rosto |

## Lançamento

### Portugal
Em Portugal, o filme não estreou comercialmente em salas de cinema, e teve a sua primeira exibição, na sua versão original e sem legendas em português, no dia 20 de dezembro de 1984, na Cinemateca Portuguesa, como parte dum ciclo de cinema dedicado à ficção científica, chamado 1984: O Futuro é já Hoje?.
A primeira versão legendada em português foi lançada em VHS pela Diger Video em 1991.
Estreou na televisão portuguesa a 9 de outubro de 1997, na RTP2.
Para além da edição em VHS da Diger Video, o filme também teve os seguintes lançamentos em home vídeo no mercado português:
- Editado em VHS pela Costa do Castelo Filmes em 1997.[5][10]
- Editado em DVD pela Filmes Unimundos a 2 de outubro de 2010.[11] Esta edição inclui a versão original a preto e branco e a colorida.[4]

Também esteve disponível no videoclube do Meo.